# Международный цирковой фестиваль в Монте-Карло
Международный цирковой фестиваль Монте-Карло (фр. Festival international du cirque de Monte-Carlo) — ежегодный цирковой конкурс, проходящий с 1974 года в Монте-Карло, Монако.

## История
Международный цирковой фестиваль Монте-Карло основан князем Монако Ренье III в 1974 году. Ренье III был поклонником циркового искусства. Фестиваль проводится в декабре или январе-феврале в городе Фонвьей, на арене цирка. С 2006 года президентом фестиваля является принцесса Стефания.
С 1974 года по 2001 год по итогам фестиваля присуждались главные призы «Золотой клоун» и «Серебряный клоун».
С 2002 года по 2007 год присуждались призы «Золотой клоун», «Серебряный клоун», «Бронзовый клоун».
С 2008 года вручаются «Золотой клоун», «Серебряный клоун», «Бронзовый клоун», а также много специальных призов.

## Номинации и лауреаты
1974
- «Золотой клоун» — клоун Шарли Ривель (Испания), укротитель Альфред Курт (Франция)
- «Серебряный Клоун» — Les Alizes (Франция), Les Pentacovi (Болгария), Димек (Польша), Эмильен Буглион (Франция), Рихтеры (Венгрия)

1975
- «Золотой Клоун» — Алексис Грасс
- «Серебряный клоун» — Les Flying Parfans (Чили), эквилибрист Маленький Джон (Дания), Шимпанзе Никколини (Венесуэла), дрессировщик хищников Герд Симонейт Барум (Германия)

1976
- «Золотой клоун» — Элвин Бейл (Англия)
- «Серебряный клоун» — Братья Риос, Виктор Шемшур[1], Les Flying Michaels (США), Большая группа слонов Американского цирка Тоньи (Италия)

1977
- «Золотой клоун» — Семья Кни (Швейцария)
- «Серебряный клоун» — Антарес (Германия), Канестрелли (США), Братья Карийо (США), Кристофф (Венгрия), Силагис (Болгария)

1978
- «Золотой клоун» — Труппа Беляковых[2] (СССР), Les Flying Gaonas (США)
- «Серебряный клоун» — Бойчановы (Болгария), Дуэт Dobritch, Les Marilees Flyers (Италия)

1979
- «Золотой клоун» — Труппа из 9 прыгунов с шестом Леонида Костюка[3] (СССР), Джордж Карл
- «Серебряный клоун» — Труппа Коватчевых (Болгария), Братья Фаррел (США), Дрессировщик хищников Дитер Фарелл (Германия), Элвин Бейл, Николодис (Германия)

1980
- «Золотой клоун» — Труппа Парвановы (Болгария)
- «Серебряный клоун» — Жонглёр Дик Франко (США), Les Flying Jimenez

1981
- «Золотой клоун» — Олег Попов (СССР), Дрессировщик Роби Гассер (Швейцария)
- «Серебряный клоун» — Сёстры Алексис, Труппа Gretzu, Крис Кремо (Швейцария), Хоселито Барреда, Пётр Любиченко и Людмила Головко[4] (СССР)

1983
- «Золотой клоун» — Ли Липинг (Китай)
- «Серебряный клоун» — Сергей Игнатов[5] (СССР), Les Lotharas, Балкански (Болгария), Флавио Тоньи[фр.] (Италия)

1984
- «Золотой клоун» — Лю Ликсин и Чен Нинг (Китай), Джигиты Тамерлана Нугзарова[6], Труппа Choe Bok Nam (Северная Корея)
- «Серебряный клоун» — Les Flying Cavarettas, Mafi Family, Наталья Васильева и Юрий Александров[7], Мануэла Беело, Дуэт Залевски (Польша)

1985
- «Золотой клоун» — Национальная цирковая труппа Пхеньяна (Северная Корея), Довейко[8]
- «Серебряный клоун» — Юрий Куклачёв[9] (СССР), Трио Залевски (Польша), Kong Hongwen (Китай), Ясмин Смарт (Великобритания)

1987
- «Золотой клоун» — Труппа Шэньян (Китай, Массимиллиано Нонес (Италия)
- «Серебряный клоун» — Конторсионисты Монголии, Les Kehaiovi

1988
- «Золотой клоун» — Братья Чен
- «Серебряный клоун» — Станкеевы[10], Цуканов[10], Долли Джейкобс[англ.] (США), Дэвид Ларибль[англ.], Les Flying Farfans, Les Tianjing

1989
- «Золотой клоун» — Национальный цирк Пхеньяна (Северная Корея)
- «Серебряный клоун» — La Troupe de Shang Dong, Le Groupe Exotique et la Haute Ecole de Stefano et Lara Orfei Nones, Nadia Gasser, Кацубы[11], The Flying Navas

1990
- «Золотой клоун» — Flying Vasquez, Тигры Николая Павленко
- «Серебряный клоун» — Alexis Brothers, Andrew and Jacqueline, Акишин, Duo Guerrero, Flying Espanas

1992
- «Золотой клоун» — Nouvelle Experience, Trapezistes volants de Pyong Yang
- «Серебряный клоун» — Shen Yang Troupe, Tino and Tony, Wendell Hubert

1993
- «Золотой клоун» — La Troupe de Guang Dong, Les trapezistes volants du Cirque de Pyong Yang
- «Серебряный клоун» — Geraldine-Catharina Knie, Les Guerreros, Рубцовы[12], Перезвоны[13], Peter Shub

1994
- «Золотой клоун» — акробаты Борзовы[14]
- «Серебряный клоун» — Les Anges Blancs, Довейко[14], Les Meteores Liquides, Le Groupe de Lions de John Campolongo, акробаты Гурьяновы

1995
- «Золотой клоун» — Журавли (Россия)[15]
- «Серебряный клоун» — Сударчиковы[16], Roland and Petra Duss, Karyne and Sarah Steben

1996
- «Золотой клоун» — La Troupe Ewelyn Marinof, La Famille Fredy Knie junior, La Fete du Cheval de la Famille Leonida Casartelli
- «Серебряный клоун» — La Troupe acrobatique de Shen Yang, «Colonel Jo» Dressage d’elephants presente par James Puydebois, акробаты Воробьёвы[17], Олег Изосимов[18]

1997
- «Золотой клоун» — La Troupe acrobatique de la province de Shan Dong
- «Серебряный клоун» — La voltige aerienne du cirque de Pyong Yang, Franco Knie, Zhang Ting, Duo Mouvance

1998
- «Золотой клоун» — цирковая акобатическая труппа Pyong Yang, La Troupe acrobatique de canton(Китай
- «Серебряный клоун» — La cavalerie en liberte de Flavio Togni, труппа Волжанских, Bello Nock, Стефан и Натали Грас

1999
- «Золотой клоун» — эквилибрист Анатолий Залевский, La banquine du Cirque du Soleil, David Larible
- «Серебряный клоун» — Les trapezistes de la troupe acrobatique de xining, Les trapezistes volants du cirque de Pyong Yang, Le fil mou de Dalian(Китай

2000
- «Золотой клоун» — La troupe acrobatique de Pyong Yang(Северная Корея), Черневские, Anthony Gatto
- «Серебряный клоун» — акробатическая труппа Хунаня, Vis Versa (Канада), Львы Martin Lacey Jr.

2001
- «Золотой клоун» — Alexis Gruss(Франция), Труппа Шанхая
- «Серебряный клоун» — Les Carillos(Колумбия/США), Фумагали(Италия), Les Manducas(Португалия), Peres Brothers(Португалия)

2002
- «Золотой клоун» — Los Quiros(Испания/Колумбия), Акробатическая труппа Кантона(Китай)
- «Серебряный клоун» — Труппа Пхеньяна(Северная Корея) — качели, жонглёр Пикассо Мл.(Испания), Труппа Пхеньяна (Северная Корея) — корейские брусья
- «Бронзовый клоун» — La Troupe Cirneanu Platinium(Румыния), Трио Муньос(Португалия/Франция/Колумбия), The Flying pages(США

2003
- «Золотой клоун» — The Flying Girls(Северная Корея), Труппа Пузановы(Россия)
- «Серебряный клоун» — Alexander Lacey(Великобритания), Труппа цирковой школы Шанхая(Китай), жонглёр Виктор Ки(Украина/Канада), Андрей Жигалов, Джаба и Константин Мл.(Россия)
- «Бронзовый клоун» — Franco Knie et Franco Knie Jr.(Швейцария), Майк и Йорг Пробст(Германия), Театр Бинго(Украина)

2004
- «Золотой клоун» — Акробатическая труппа Пекина (Китай), The Flying Tabares (Аргентина), Фрателли Эрани (Италия)
- «Серебряный клоун» — Флориан и Эдит Рихтер (Венгрия), Труппа Ковгара[19] (Россия), Труппа Wallendas (США, Стефано Нонес-Орфеи (Италия)
- «Бронзовый клоун» — Виллер Николоди (Италия), Голден Пауэр (Венгрия), жонглёр Алан Сулк (Чехия), Sea World (Украина)

2005
- «Золотой клоун» — Труппа Родион (Россия), Multi Flying цирка Пхеньяна (Северная Корея)
- «Серебряный клоун» — Акробатическая труппа Кантона (Китай, Труппа Игнатова (Болгария), Сюзан Леси — Белые тигры, дуэт Ирошниковы (Украина), Velez Familly (Эквадор)
- «Бронзовый клоун» — Месье Долматин (Россия), Рокашков (Россия), Вендел Губер (Швейцария), Дмитрий Хайлафов (Россия), Карлос Савадра

2007
- «Золотой клоун» — Воздушные акробаты Валерия Лепёшкина, Ольга Рослая (Россия), Семья Казартелли (Италия)
- «Серебряный клоун» — Энчо Керязов (Болгария), The White Crow, Акробатическая труппа Гуанчжоу (Китай), Акробаты Досова (Россия), Труппа Домчина (Украина)
- «Бронзовый клоун» — воздушные акробаты Бобровы (Россия), Tom Dieck Jr. (Франция), акробат и жонглёр на лошади Руслан Садоев (Россия), Братья Таквин (Бельгия), Troupe Cirneanum Platinium di Cirque Globus Bucarest (Румыния)
- «Кубок принцессы Антуанетты» — Воздушные акробаты Валерия Лепёшкина, Ольга Рослая (Россия)

2008
- «Золотой клоун» — Братья Пеллегрини (Италия), Флориан Рихтер (Венгрия), Ли Вей (Китай)
- «Серебряный клоун» — Труппа Шэньяна (Китай), Семья Кассели (Германия), Труппа Catana (Румыния), Crazy Wilson (Колумбия), Vertical Tango (Швейцария/США)
- «Бронзовый клоун» — Elayne Cramer (Мексика), Марина и Светлана (Белоруссия), Акимов (Россия)
- «Специальный приз принцессы Стефании» — Fuentes Gasca
- «Кубок принцессы Антуанетты» — Elayne Cramer

2009
- «Золотой клоун» — Цирк Moranbonrg из Пхеньяна (Северная Корея), Flight of Passion (Украина)
- «Серебряный клоун» — Труппа Чижовых, Акробатическая труппа Фуцзянь (Китай), Цирк Moranbong из Пхеньяна (Северная Корея), Братья Джиона (Италия)
- «Бронзовый клоун» — Элвис Эррани (Италия), Роджер Фальк (Франция), Дуэт Sorellas (Германия), Хуш-Ма-Хуш (Украина), Акробатическая труппа Чжэнчжоу (Китай)
- «Кубок принцессы Антуанетты» — София Ломаева (Россия)

2010
- «Золотой клоун» — Мартин Лэси мл. (Англия), Труппа Шаньдун (Китай
- «Серебряный клоун» — Flying Michaels (Мексика), Les Anges Цирка Дю Солей (Канада), Труппа Эшимбекова (Киргизия), Петра и Роланд Дасс (Швейцария)
- «Бронзовый клоун» — Гарсиа, Les Rossyanns, Сони Франкело (Германия), The Blue Sky Girls (Монголия)
- «Специальный приз жюри» — Труппа Черниевского[20]
- «Кубок принцессы Антуанетты» — Acro Trio (Франция)

2011
- «Золотой клоун» — клоун Белло Нок (США), Флавио Тоньи (Италия)
- «Серебряный клоун» — Акробатическая труппа Далянь (Китай), Troupe du Flag Circus, Валери Инерти (Канада), White Birds
- «Бронзовый клоун» — Royal Brothers (Италия), Troupe Alma’s (Румыния), Роман Каперский (Россия), Труппа Хубаева (Россия)
- «Специальный приз жюри» -
- «Кубок принцессы Антуанетты» — Дети Ижевска

2012
- «Золотой клоун» — Акробатическая труппа Шанхая (Китай), Семья Рене Кассели (Германия)
- «Серебряный клоун» — Владислав Гончаров[21](Украина), Виталий Воробьёв[22](Россия), Сёстры Аззарио
- «Бронзовый клоун» — Flying to the stars[23](Украина), Дуэт Исрафиловых, Skating Pilar (Франция), Flying Zuniga, Дуэт Stipka (Чехия), Труппа Khadgaa (Монголия)
- «Особое упоминание жюри» — Труппа Бинго (Украина)
- «Кубок памяти принцессы Антуанетты» — жонглёр Ty Tojo

2013
- «Золотой клоун» — Национальная акробатическая труппа Пекина Китай, Щербак и Попов (Украина)
- «Серебряный клоун» — Воздушные акробаты цирка Пхеньяна (Северная Корея), Труппа Гречушкина (Россия), Братья Навас, Леосвел и Диосмани (Куба), Александр Кобликов (Украина), Жан-Франсуа Пиньон (Франция)
- «Бронзовый клоун» — Gran Circo Mundial (Испания), Трио Маркиных (Россия), Кид Бауэр (Франция), CatWall (Канада), Семья Доннерт (Венгрия), Экивоки (Украина)
- «Кубок памяти принцессы Антуанетты» — Марсель Нугаметзанов

2014
- «Золотой клоун» — Desire of Flight (Россия), Труппа Соколова (Россия)
- «Серебряный клоун» — Ханс Клок (Нидерланды), Дуэт Суйнин (Китай), Труппа Добровицкого (Россия), Виницио Канастрелли Тогни (Италия), Рози Хошегер (Германия), Акробатическая труппа Уханя (Китай)
- «Бронзовый клоун» — Sacha, Элиза Хачатрян, Анастасия Макеева (Россия), Дуэт Квас (Украина), Семья Гартнер (Германия), Том Дик мл. (Германия)
- «Особое упоминание жюри» — Анджело Муньос (Португалия)
- «Кубок памяти принцессы Антуанетты» — Эмиль Фальтини

2015
- «Золотой клоун» — Национальная труппа Пхеньяна (Северная Корея), Национальная акробатическая труппа Китая, Анастасия Федотова-Стыкан (Россия), Фумагалли и Дарис (Италия)
- «Серебряный клоун» — Труппа Шатирова (Россия), Труппа Пронина (Россия), Труппа Якова Экка (Россия), Акробатическая труппа Тяньцзиня (Китай)
- «Бронзовый клоун» — Труппа Колыхалова (Россия), Дуэт Silver Stones (Украина), Элвис Эррани (Италия), Дуэт Black and White (Россия), Муса Джон Селепе со львами Марселя Питерса, Братья Мелешины (Россия)
- «Кубок памяти принцессы Антуанетты» — Miss Ding Shuang из национальной акробатической труппы Китая
- «Трофей Луиса Мерлина» — Эрик Ниэман
- «Приз города Монако» — Труппа Шатировых[24]
- «Приз монегасской ассоциации друзей цирка» — Анастасия Федотова-Стыкан
- «Приз газеты Nice-Matin/Monaco Matin» — Труппа «Balagan»
- «Приз TMC Monte-Carlo» — Присцилла Эррани
- «Специальный приз Blackpool Tower Circus» — Костин
- «Приз обзора цирка в мире» — Алессио со своими попугаями (Италия)
- «Приз обществ морских купаний отелей и казино» — Борис Никишкин
- «Приз ассоциации авторов, композиторов и издателей музыки» — воздушный па-де-де Национального цирка Пхеньяна
- «Приз Эриха Розевица» — Фумагалли (Италия)
- «Специальный приз Z.P.R. Варшавы» — Элвис Эрани (Италия)
- «Приз Фермонт Монте-Карло[англ.]» — Анастасия Федотова-Стыкан (Россия)
- «Специальный приз Эмильена Буглиона» — Труппа Empress[25] (Россия)
- «Приз Зимнего цирка Буглион (фр. Cirque d'hiver de Paris)» — Балет Большого цирка (Россия)
- «Специальный приз ассоциации друзей цирка Германии» — Пранай Вернер (Германия)
- «Приз друзей цирка Италии» — Труппа Балаган
- «Специальный приз студии Александра Гримайло» — братья Мелешины
- «Специальный приз Ассоциации европейского цирка» — Рето Паролари
- «Специальный приз Национального совета» — Акробатическая труппа Тяньцзиня
- «Специальный приз Арлет Грусс» — Национальная акробатическая труппа Китая
- «Приз юношеского жюри international HSBC» — Анастасия Федотова-Стыкан (Россия)
- «Специальный приз Жерома Медрано» — Фумагалли (Италия)
- «Специальный приз Хосе-Мария Гонсалеса Виллы Младшего» — Муса Джон Селепе
- «Приз Московского цирка Никулина» — дуэт «Сильвер Стоунс» (Украина)

2016 год — юбилейный 40 цирковой фестиваль в Монте-Карло. Организаторы решили пригласить только призёров всех лет.

## Новое поколение
С 2012 года в рамках фестиваля проводится конкурс «Новое поколение». Это соревнование для юных артистов цирка. Призы — «Золотой юниор», «Серебряный юниор», «Бронзовый юниор». Также вручается много специальных призов. Председателем жюри является Полин Дюкре (дочь принцессы Стефании).